# Cogomella de peu amb vora
La cogomella de peu amb vora (Chlorophyllum brunneum), també anomenada paloma borda, és una cogomella del grup de les cogomelles veres. Es caracteritza per l'envermelliment de la carn al tall, el peu amb un bulb abruptament emarginat, anell relativament simple, sense doble corona i de revers bru, el centre del barret de color bru i esquames esparses disposades de manera radial.

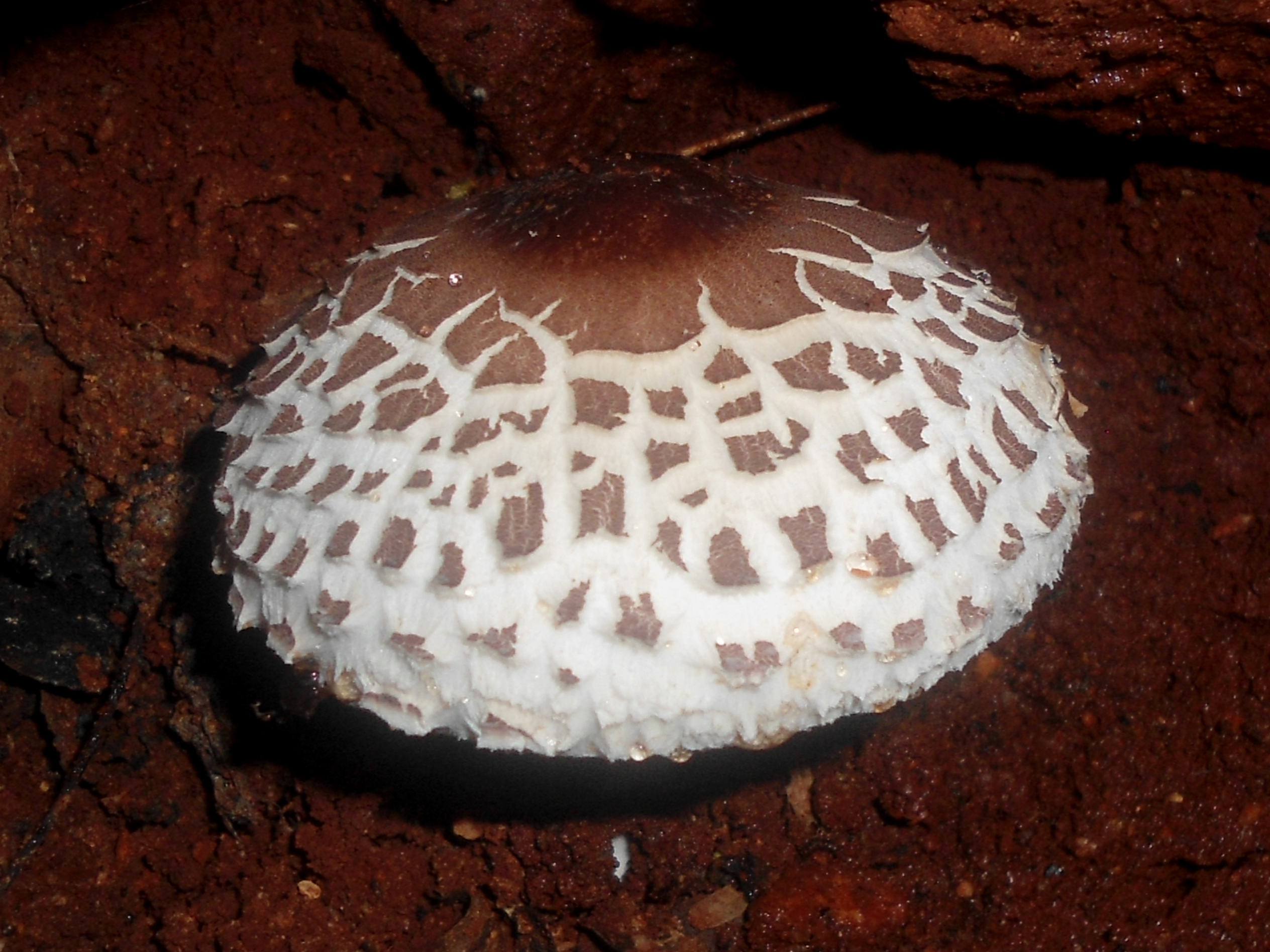
Detall de l'ornamentació del barret de la cogomella de peu amb vora (Chlorophyllum brunneum)

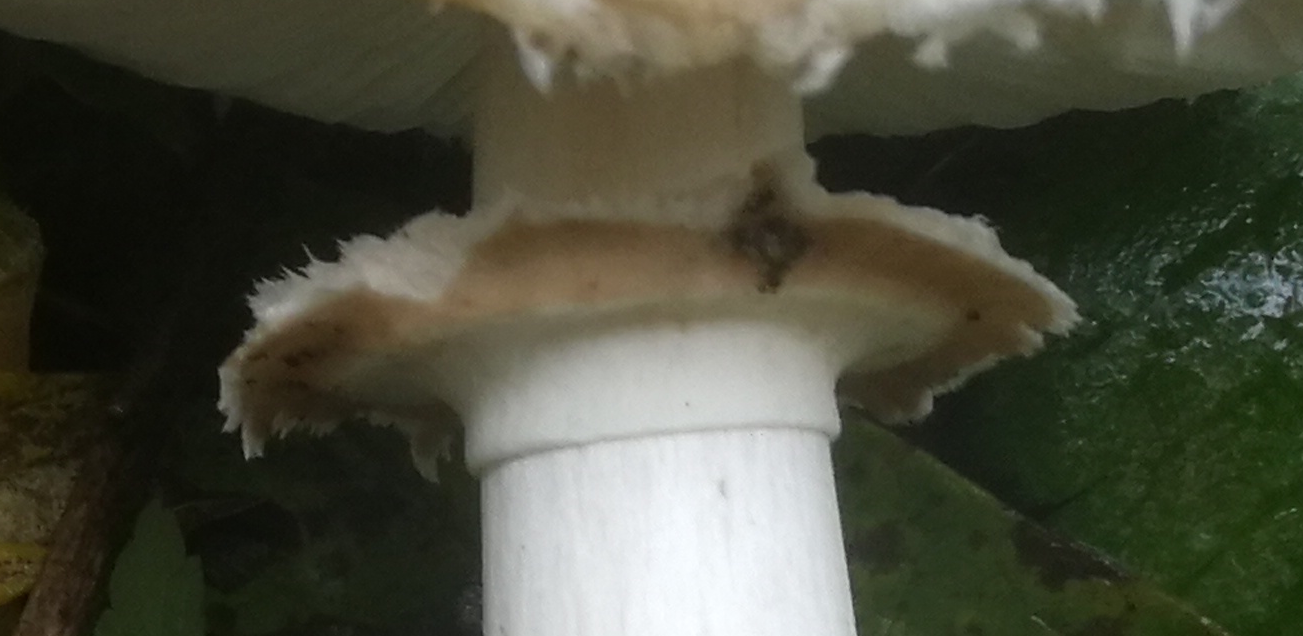
Detall de l'anell (vegeu el revers bru) de la cogomella de peu amb vora (Chlorophyllum brunneum)

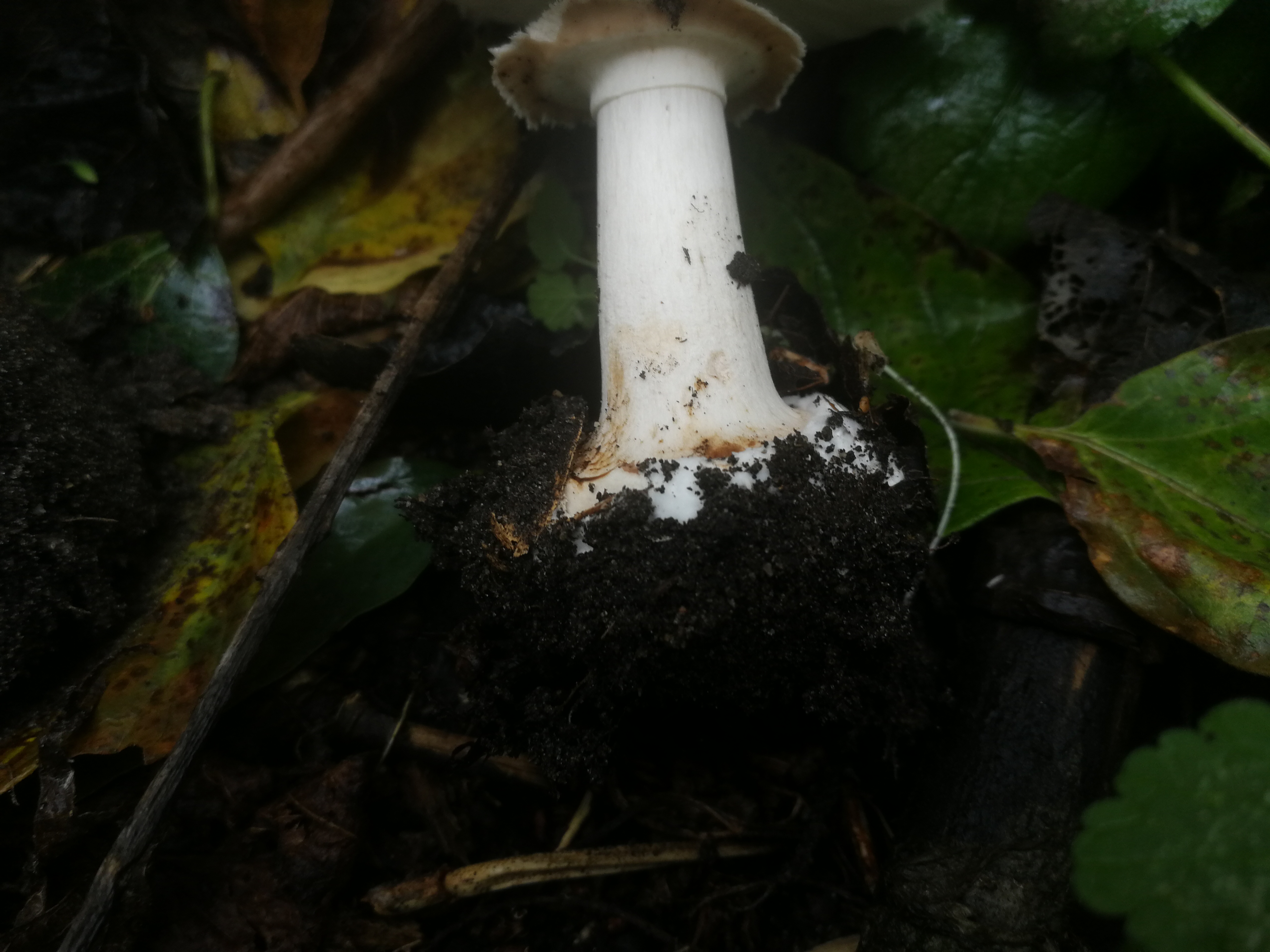
Detall del bulb emarginat de la cogomella de peu amb vora (Chlorophyllum brunneum)

## Taxonomia
Descrita el 1929 com a Lepiota brunnea per William Gilson Farlow, i Edward Angus Burt. Else Vellingava combinarla al gènere Chlorophyllum.

## Iconografia
Farl. & Burt , Icones Farlowianae 8 : pl. 6 (1929)
Vellinga Else C. (2008). Chlorophyllum.

## Descripció
Barret de fins a 20 cm de diàmetre, de subglobós fins a convex o estès; recobriment superficial desfet en grans esquames brunes a bru cremoses, poligonals, disposades concèntricament, distants, que contrasten sobre un fons fibril·lós i blanc; esquames poc adherides i de marges separats, lliures;
Làmines de blanques a cremoses, desiguals i lliures, distants de la cama, denses
Cama poc ancorada al substrat, de fins a 20 cm de longitud i 3 cm de diàmetre), llisa, nua, sense esquames, blanca o blanquinosa, s'enfosqueix al frec; peu d'abruptament bulbós a bulb emarginat (= amb vora), bulb de fins a 6 cm de diàmetre; anell relativament senzill, sense doble corona, amb de revers bru.
Carn blanca, tova al barret, fibrosa a la cama; que en tallar-la pren un de color vermell rosa; tot el bolet esdevé de color bru pàl·lid amb l'edat; olor de patata crua, dolça al tast..

## Hàbitat
Des de la primavera a finals de tardor; des de solitària a colònies de nombrosos exemplars; en boscos de la muntanya mitjana, preferentment caducifolis, prats adobats, munts de compost o fulles en descomposició, en terra remogut, entre ortigues

## Distribució geogràfica
Creix a Europa, Amèrica del Nord i Austràlia; des dels Pirineus al litoral.

## Espècies semblants
Si la carn envermelleix de manera evident i la cama és llisa, la cogomella esparracada es pot confondre amb:
- La cogomella esparracada (Chlorophyllum rhacodes) té la cama acabada en un peu inflat però mai de manera abrupta; l'anell és complex, en doble corona.
- La cogomella de làmines verdes (Chlorophyllum molybdites)', de làmines madures tintades de verd per les espores.
- La cogomella esparracada d’anell senzill (Chlorophyllum venenatum)', que també podem diferenciar per l'anell.
- La cogomella terrosa (Chlorophyllum olivieri), d'escates de color beix, que no contrasten amb la superfície subjacent.

Si el barret del bolet té menys de 10 cm de diàmetre i/o la cama té menys de 10 cm de longitud es pot confondre amb una cogomina, un bon nombre de les quals són tòxiques.

## Comestibilitat
Pot produir lleugers trastorns gastrointestinals en el cas de collir-la en llocs contaminats. Es recomana no consumir-la